# Represje polityczne na Białorusi po wyborach prezydenckich w 2020 roku
Represje polityczne na Białorusi po wyborach prezydenckich w 2020 roku – akcja masowych represji politycznych zorganizowana przez reżim Alaksandra Łukaszenki przeciwko opozycji politycznej, mediom i niezależnym organizacjom społecznym.
Według oficjalnych wyników, zwycięzcą wyborów został rządzący krajem od 1994 roku – Alaksandr Łukaszenka. W wyborach startowali także dopuszczeni kandydaci opozycji, wcześniej z wyborów wyeliminowani zostali Wiktar Babaryka i Siarhiej Cichanouski. Wyniki wyborów zostały odrzucone przez opozycję, które zorganizowała protesty w całym kraju. Największe demonstracje miały miejsce w stolicy kraju – Mińsku, gdzie w szczytowym momentach gromadziło się 200 tysięcy osób. Protesty spotkały się z brutalną reakcją milicji i sił bezpieczeństwa. Wielu uczestników protestów zostało aresztowanych, pobitych i torturowanych. Jednym z symboli prześladowań stał się areszt przy ulicy Akreśina w Mińsku, gdzie miało miejsce masowe bicie i torturowanie osadzonych przeciwników reżimu. Prześladowania reżimu spadły także na niezależne media i organizacje społeczne oraz polską mniejszość narodową.
Pojawiły się również naciski na Kościół katolicki i Kościół prawosławny, których przedstawiciele skrytykowali przemoc wobec protestujących. Zwierzchnik białoruskiego prawosławia metropolita Paweł został zmuszony do rezygnacji i opuszczenia kraju, zaś przewodniczącemu katolickiej Konferencji Episkopatu Białorusi abp Tadeuszowi Kondrusiewiczowi przez kilkanaście tygodni odmawiano możliwości powrotu do kraju. Prokuratura Generalna Białorusi wydała ostrzeżenie, znanemu z krytycznych wobec władz opinii, biskupowi Jurijowi Kasabuckiemu.
Reżim zwalcza także białoruską symbolikę patriotyczną.
Według raportu Centrum Praw Człowieka „Wiosna” w więzieniach na Białorusi (na dzień 1 stycznia 2022) przebywało 969 więźniów politycznych (w ciągu roku ich liczba wzrosła o 800). Ponadto co najmniej 1285 osób zostało skazanych w sprawach karnych o podłożu politycznym. 6443 osób zostało zatrzymanych i wydano co najmniej 3060 wyroków za korzystanie z ich praw i wolności (2186 – aresztowania administracyjne i 836 – grzywny administracyjne).
Sprawcy śmierci protestujących i więźniów politycznych są bezkarni, zaś władze nie zbadały około 5000 skarg (w tym ponad 100 od nieletnich) z powodu tortur i złego traktowania. Według Białoruskiego Stowarzyszenia Dziennikarzy w więzieniu przebywa obecnie 32 dziennikarzy i pracowników mediów.
W marcu 2022 ONZ opublikowała raport na temat łamania praw człowieka na Białorusi.

## Likwidacja organizacji społecznych
Likwidacje rozpoczęły się w grudniu 2020 roku, kiedy decyzją organu rejestrowego pozbawiono rejestracji instytucję „Poleska Dobroć” z Pińska. Następnie w pierwszej połowie 2021 roku akcja przymusowych likwidacji objęła inne regiony obwodu brzeskiego i Grodno. W pierwszym półroczu były to jednak pojedyncze przypadki.
W czerwcu 2021 roku pojawiły się pierwsze niepokojące sygnały, że ryzyko likwidacji może dotknąć także organizacje społeczne: w wyniku pozwu Ministerstwa Sprawiedliwości zlikwidowano dwa stowarzyszenia: Analityczny Ośrodek „Strategia” i Białoruskie Stowarzyszenie Kobiet-Prawniczek.
Już w lipcu 2021 kampania likwidacji nabrała rozpędu. W ciągu trzech miesięcy na drodze sądowej lub pozasądowej rozwiązano dziesiątki organizacji społecznych – filarów białoruskiego społeczeństwa obywatelskiego: Białoruski Komitet Helsiński, Białoruskie Stowarzyszenie Dziennikarzy, Zrzeszenie Białorusinów Świata „Baćkauszczyna”, Białoruski PEN Club, Związek Pisarzy oraz liczne instytucje, stowarzyszenia, fundacje i zrzeszenia zajmujące się obroną praw człowieka, a także edukacyjne, młodzieżowe, społeczne czy charytatywne.
Liczba organizacji społecznych przymusowo zlikwidowanych w ciągu 2021 roku (decyzją sądu lub organu rejestrowego) przekracza 250, a nie mniej niż 120 organizacji rozpoczęło procedurę likwidacji z własnej inicjatywy (de facto w rezultacie rekomendacji organów państwowych).
Zgodnie z danymi Lawtrend oraz Biura Europejskiej Ekspertyzy i Komunikacji, prowadzących analizę danych na temat procesów sądowych ws. likwidacji organizacji społecznych i fundacji, a także informacji o przymusowej likwidacji decyzją organu rejestrowego instytucji i zrzeszeń osób prawnych, proces likwidacji objął 250 organizacji non profit, w tym przymusowe rozwiązanie dotyczyło 154 instytucji, 80 organizacji społecznych, 11 fundacji i 5 zrzeszeń.
W odniesieniu do fundacji i organizacji społecznych, w sytuacji gdy nie podporządkowały się one sugestii złożenia wniosku o samorozwiązanie, władze inicjowały pozwy sądowe o likwidację. Dla organizacji lokalnych – pozew do sądu obwodowego lub mińskiego sądu miejskiego, dla organizacji krajowych i międzynarodowych – do Sądu Najwyższego.
Najbardziej rozpowszechnione podstawy do likwidacji to:
- sprawozdania do organu rejestrowego nie zostały złożone lub zostały złożone w niewłaściwy sposób;
- organizacja nie złożyła kompletu dokumentów wymaganych w trakcie kontroli z maja–lipca lub złożyła je po terminie;
- zastrzeżenia dotyczące adresu prawnego;
- organizacja nie wniosła poprawek lub nie uzupełniła braków, które stały się podstawą do wystosowania pisemnego upomnienia albo pozwu o zawieszenie działalności.

Równolegle z procesem likwidacji organizacji społecznych presję odczuwają także inne, niekontrolowane przez władze struktury społeczeństwa obywatelskiego. Na przykład zgodnie ze zmienionym w maju 2021 prawem o adwokaturze zlikwidowana została możliwość działania prywatnych biur adwokackich, a dotychczas działające 94 biura (stan na 1 lipca 2021) powinny zostać zamknięte w ciągu 5 miesięcy.
Fala likwidacji wiąże się z odwetem po prezydenckiej kampanii wyborczej w 2020 r.
Dzięki solidarności międzynarodowej niektórym starszym zdelegalizowanym organizacjom społecznym udało się opuścić
Białoruś i znaleźć schronienie w Gruzji, Ukrainie, Polsce i na Litwie.

## Represje wobec polskiej mniejszości narodowej
W marcu 2021 władze białoruskie postawiły zarzuty uczestnikom uroczystości upamiętniającej żołnierzy wyklętych w szkole prowadzonej przez Brzeskie Forum Inicjatyw Lokalnych pod przewodnictwem Anny Paniszewy. Według reżimu w trakcie uroczystości gloryfikowano postać Romulada Rajsa (partyzanta polskiego podziemia odpowiedzialnego za zbrodnie na cywilnej ludności białoruskiej). Ambasada RP w Mińsku, której przedstawiciel uczestniczył w uroczystości zaprzeczyła, by uczestnicy gloryfikowali (a nawet wspominali) postać Rajsa. Działaczka została aresztowana, zaś prowadzoną przez nią szkołę – zamknięto. Następnie represje, pod zarzutem wzniecania nienawiści i rehabilitacji faszymu, spadły na działaczy ZPB: Andżelikę Borys, Andrzeja Poczobuta, Irenę Biernacką i Marię Tiszkowską.
W czerwcu 2021 roku Biernacka, Tiszkowska i Paniszewa zostały zwolnione i deportowane do Polski.
Równolegle reżim podjął działania przeciwko polskim szkołom społecznym. Minister oświaty Białorusi uzasadniał:Prywatne przedszkola i szkoły półlegalne pod auspicjami indywidualnych przedsiębiorców, stowarzyszeń publicznych lub wyznaniowych były w większości wykorzystywane do celów politycznych, stały się rozsadnikami kolorowej rewolucji. A ich pracownicy i liderzy znaleźli się w destrukcyjnych organizacjach na różnych poziomach. Pojawiły się naciski na polską młodzież i ich rodziców, a także na Polską Macierz Szkolną. Zagrożone są także jedyne dwie szkoły państwowe z polskim językiem nauczania.
Kontrolowane przez władze media prowadzą agresywną antypolską propagandę.
W grudniu 2021 decyzją sądu w Grodnie portal ZPB znadniemna.pl został uznany za „ekstremistyczny”.
W opinii pełnomocnika rządu polskiego ds. Polonii i Polaków za granicą Jana Dziedziczaka prześladowania doprowadziły do sparaliżowania działalności większości polskich organizacji. Polaków się zastrasza. Na przesłuchania wzywani są aktywiści, dziennikarze, kombatanci, nauczyciele, uczniowie i ich rodzice. Powód jest jeden: są Polakami.